# Stop Snitchin, Stop Lyin
Stop Snitchin, Stop Lyin (englisch für „Hör auf zu petzen, hör auf zu lügen“) ist das sechste veröffentlichte Mixtape von The Game. Es wurde am 10. Januar 2006 über das Label The Black Wall Street veröffentlicht. Neben dem Tonträger erschien extern auch eine DVD, welche ebenfalls Stop Snitchin, Stop Lyin heißt.

## Hintergrund
Stop Snitchin, Stop Lyin ist das dritte und letzte Mixtape, welches sich direkt gegen die Gruppe G-Unit und insbesondere gegen dessen Gründer 50 Cent richtet. Grund für den Diss ist ein Beef zwischen The Game und 50 Cent, welcher nach Games Weggang von G-Unit entstand. In der veröffentlichten DVD versucht The Game außerdem mit Freunden in 50 Cents Villa einzubrechen und klaut diesem infolgedessen seinen Basketballkorb.

## Musikalischer Inhalt
In dem Mixtape sind größtenteils Disstracks gegen 50 Cent und G-Unit enthalten. Während letztere oft veralbert werden, sind auch lyrisch anspruchsvolle Lieder wie zum Beispiel Red Bandana, bei welchen The Game zu beweisen versucht, wer der bessere Rapper ist, auf dem Album enthalten.
Darüber hinaus sind auch „neutrale“ Lieder auf dem Album, bei welchen es vorrangig um das schwierige Leben in den sozialen Brennpunkten geht, oft in hedonistischer Form.

## Erfolg
Bis heute ist Stop Snitchin, Stop Lyin The Games erfolgreichstes Mixtape: In Irland verkaufte es sich 15.000 mal und wurde mit Platinum ausgezeichnet. Neben OKE: Operation Kill Everything ist es außerdem das einzige Mixtape überhaupt, mit welchem The Game charten konnte. Auch die DVD wurde in Irland mit Gold ausgezeichnet.

## Titelliste
| #   | Titel                                                                                      | Produzent                    | Länge |
| --- | ------------------------------------------------------------------------------------------ | ---------------------------- | ----- |
| 1.  | Intro                                                                                      |                              | 1:34  |
| 2.  | We Are the Champions                                                                       | DJ Paul, Juicy J             | 2:02  |
| 3.  | 120 Bars                                                                                   | B-Money                      | 8:54  |
| 4.  | Stop Talkin' to the Cops                                                                   | C. Styles, Sire              | 4:39  |
| 5.  | Niggaz Bleed (feat. Techniec)                                                              | Nashiem Myrick, July Six     | 3:45  |
| 6.  | 1970 Somethin' (The Notorious B.I.G. feat. The Game)                                       | Dre & Vidal                  | 3:24  |
| 7.  | G-Unit Crip (feat. Techniec)                                                               | Mr. Collipark                | 4:48  |
| 8.  | Beach Boy (feat. Techniec)                                                                 |                              | 3:21  |
| 9.  | Not Gonna Leave (feat. Trae tha Truth and Paul Wall)                                       | Dr. Dre                      | 3:24  |
| 10. | Above the Rim In Farmington, CT (Skit)                                                     |                              | 0:36  |
| 11. | Freeze (Solotrack von Eastwood)                                                            |                              | 3:48  |
| 12. | A.M. to the P.M. (Solotrack von Cyserro)                                                   |                              | 2:03  |
| 13. | My Lowrider (feat. Techniec, E-40, Crooked I, Chingy, Lil Rob, Paul Wall, WC und Ice Cube) | Chopz                        | 5:19  |
| 14. | Gayo (Interlude)                                                                           | Erick Morillo, Ralphie Muniz | 1:25  |
| 15. | Bounce Back (Solotrack von Charli Baltimore)                                               |                              | 2:26  |
| 16. | Quiet (Lil’ Kim feat. The Game)                                                            |                              | 3:57  |
| 17. | All I Need                                                                                 |                              | 2:25  |
| 18. | I Told You                                                                                 |                              | 3:31  |
| 19. | Buckest (feat. 615)                                                                        |                              | 5:58  |
| 20. | Red Bandana (Outro)                                                                        |                              | 6:39  |